# Art Acord
Art Acord (ur. 17 kwietnia 1890 w Stillwater – zm. 4 stycznia 1931 w Chihuahua) – amerykański aktor kina niemego.

## Życiorys
Urodził się w 1890 w Stillwater. Karierę rozpoczął jako kowboj występujący na rodeo. W 1909 zaczął grać w niemych, krótkometrażowych westernach. W 1914 podpisał umowę z wytwórnią filmową Mutual i przyjął pseudonim Buck Parvin. Krótko potem wyjechał, by walczyć na froncie podczas I wojny światowej. Po powrocie rozpoczął współpracę z wytwórnią Universal i stał się jedną z głównych gwiazd westernów sygnowanych przez to studio. Wraz z wprowadzeniem do kina dźwięku kariera Acorda załamała się. Aktor wyjechał do Meksyku i powrócił do pracy na rodeach. 4 stycznia 1931 znaleziono go martwego w swoim pokoju hotelowym w Chihuahua. Przyczyną śmierci było zatrucie cyjankiem. Najprawdopodobniej Acord popełnił samobójstwo, choć niewykluczone jest też morderstwo.
Trzykrotnie żonaty, każde jego małżeństwo kończyło się rozwodem

## Upamiętnienie
Aktor posiada swoją gwiazdę na Hollywood Walk of Fame przy adresie 1707 Vine St.

## Filmografia
W trakcie swej 20-letniej kariery aktorskiej wystąpił łącznie w 113 filmach niemych, długo- i krótkometrażowych:

### Filmy długometrażowe
- 1930: Trailing Trouble jako Art Dobson
- 1929: The Arizona Kid jako Bill „The Arizona Kid” Strong
- 1929: Fighters of the Saddle jako Dick Weatherby
- 1929: The White Outlaw jako Johnny „The White Outlaw” Douglas
- 1929: Bullets and Justice jako Jim Steel
- 1929: An Oklahoma Cowboy
- 1929: Wyoming Tornado
- 1929: Texas Battler
- 1929: Flashing Spurs
- 1928: Two-Gun O'Brien jako Two-Gun O'Brien
- 1928: His Last Battle
- 1927: The Western Rover w podwójnej roli: Art Seaton/Art Hayes
- 1927: Spurs and Saddles jako Jack Marley
- 1927: Set Free jako „Side Show” Saunders
- 1927: Loco Luck jako Bud Harris
- 1927: Hard Fists jako Art Alvord
- 1926: The Riding Rascal jako Larrabie Keller
- 1926: Scrappin' Kid jako Bill Bradley
- 1926: Rustler's Ranch jako Lee Crush
- 1926: Man from the West jako Art Louden
- 1926: Lazy Lightning jako Lance Lighton
- 1926: Western Pluck jako „Arizona” Allen
- 1926: Sky High Corral jako Jake McCabe
- 1926: The Set-Up jako zastępca Art Stratton
- 1926: The Terror jako Art Downs
- 1925: Triple Action
- 1925: Three in Exile jako Art Flanders
- 1925: The Wild Girl jako Billy Woodruff
- 1925: Ridin' Pretty
- 1925: Circus Cyclone jako Jack Manning
- 1925: The Silent Guardian jako Jim Sullivan
- 1925: Pals jako Bruce Taylor
- 1925: The Call of Courage jako Steve Caldwell
- 1924: Looped for Life jako Buck Dawn
- 1924: Fighting for Justice jako Bullets Bernard
- 1923: The Oregon Trail jako Jean Brulet
- 1922: A Race for a Father
- 1922: In the Days of Buffalo Bill jako Art Taylor
- 1921: Winners of the West w podwójnej roli: Arthur Standish/tajemniczy Hiszpan
- 1921: The White Horseman w podwójnej roli: Wayne Allen/Biały jeździec
- 1920: The Moon Riders jako Buck Ravelle, leśniczy
- 1918: Headin' South
- 1917: Cleopatra jako Kephren
- 1917: Heart and Soul jako ujeżdżacz koni
- 1916: The Battle of Life jako Dave Karns
- 1915: 'Twas Ever Thus jako służący
- 1915: Nearly a Lady jako znakujący bydło
- 1915: Pretty Mrs. Smith (w nieokreślonej roli)
- 1915: Buckshot John jako postrzygacz Jordan
- 1914: Ready Money jako mężczyzna w saloonie
- 1914: Mąż Indianki (The Squaw Man) jako mieszczuch
- 1912: The Invaders jako telegrafista

### Filmy krótkometrażowe
- 1922: The Gypsy Trail jako Jack Martin, RCMP (Kanadyjska Królewska Policja Konna)
- 1922: Tracked Down jako Barney McFee, RCMP
- 1922: Come Clean jako wielebny Stanley Mason
- 1922: Dead Game jako Steve McCully, RCMP
- 1922: Unmasked jako Larry O'Donne, RCMP
- 1922: Ridin' Through jako Larry Cassidy, RCMP
- 1922: Go Get 'em Gates jako Go-Get-'Em Gates
- 1922: Matching Wits jako Art Somers
- 1922: The Ranger's Reward jako Buck Thomas
- 1921: Fair Fighting jako Bud Austin
- 1921: The Call of the Blood jako Bob Shelton
- 1921: The Cowpuncher's Comeback jako Jack O'Lane
- 1921: The Fightin' Actor jako Bob Weston
- 1921: The Show Down jako Snappy Walton
- 1920: Call of the West
- 1920: Ranch and Range
- 1920: The Fiddler of the Little Big Horn
- 1920: Vulture of the West
- 1920: Western Nerve
- 1919: The Kid and the Cowboy jako Jud
- 1919: The Fighting Line jako Mart Long
- 1919: The Wild Westerner jako Larry Norton
- 1916: Sandy, Reformer jako Sandy
- 1916: A Modern Knight jako Percival Cadwallader „Pin” Perkins
- 1916: A Man's Friend jako Hal, traper
- 1916: With a Life at Stake jako Blinky
- 1916: The Return jako Frank Melville
- 1916: The Awakening
- 1916: Under Azure Skies jako Bill Hardy
- 1916: Snow Stuff jako Buck Parvin
- 1916: Curlew Corliss jako Curlew Corliss
- 1916: Margy of the Foothills jako Ben Marlin
- 1916: The Extra Man and the Milk-Fed Lion jako Buck Parvin
- 1916: Water Stuff jako Buck Parvin
- 1915: Author! Author! jako Buck Parvin
- 1915: Film Tempo jako Buck Parvin
- 1915: This Is the Life jako Buck Parvin
- 1915: Buck's Lady Friend jako Buck Parvin
- 1915: Buck Parvin in the Movies jako Buck Parvin
- 1915: Man-Afraid-of-His-Wardrobe jako Buchanan „Buck” Parvin
- 1915: A Cattle Queen's Romance jako Bart, cowboy rancho Dallia
- 1915: The Cowboy's Sweetheart jako Jim Lawson, cowboy
- 1915: When the Fiddler Came to Big Horn jako Dick Asher, nadzorca rancho
- 1914: The Cherry Pickers jako huzar
- 1913: The Claim Jumper jako zastępca
- 1912: A Four-Footed Hero jako jeździec Bronco
- 1912: Custer's Last Fight jako kawalerzysta
- 1912: The Frontier Child jako syn wodza
- 1912: On the Warpath jako Arrow Head (odważny młodzieniec)
- 1912: A Soldier's Honor jako kawalerzysta
- 1912: The Outcast jako odważny Indianin
- 1912: The Lieutenant's Last Fight jako wódz „Wielki Bawół” (Big Buffalo)
- 1912: The Post Telegrapher jako Indianin
- 1912: The Battle of the Red Men jako odważny Sioux
- 1912: The Heart of an Indian w podwójnej roli: osadnika, Indianina
- 1912: War on the Plains jako mieszkaniec pogranicza
- 1911: George Warrington's Escape jako indiański posłaniec
- 1911: Coals of Fire jako mieszkaniec pogranicza
- 1911: The White Medicine Man jako „Stewed” Cowboy
- 1911: Range Pals jako oborowy
- 1910: Pride of the Range jako aktor i kaskader
- 1910: The Sergeant jako indiański zwiadowca
- 1910: The Two Brothers jako aktor i kaskader